# Aszklépiodotosz
Aszklépiodotosz (?) görög író
Életéről, működésének idejéről semmit sem tudunk. A görög hadtudományi írókat felvonultató híres firenzei kódexben az ő neve alatt maradt fenn „Taktika keialaia” címen egy száraz, taktikával foglalkozó munka. Egyes kutatók szerint a mű nem más, mint egyszerű kivonata a rodoszi Poszeidóniosz sztoikus filozófus ugyanilyen című munkájának.